# Johann Friedrich Alexander (Wied-Neuwied)

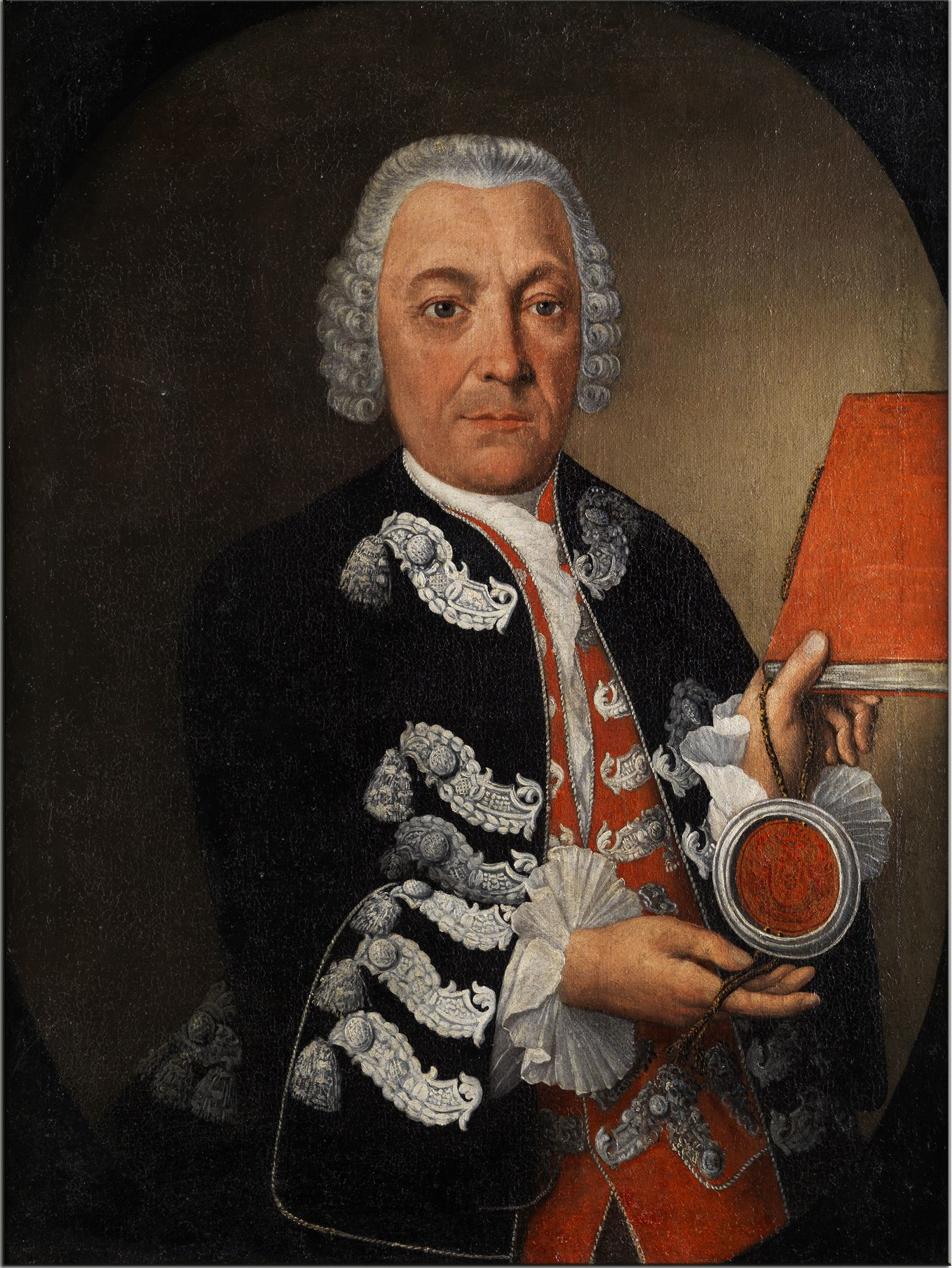
Johann Friedrich Alexander zu Wied

Johann Friedrich Alexander zu Wied-Neuwied (* 18. November 1706 in Seeburg; † 7. August 1791 in Neuwied), Graf zu Wied-Neuwied (1737–1784), war der erste Fürst zu Wied (1784–1791). Johann Friedrich Alexander zu Wied-Neuwied war regierender Graf in der Niedergrafschaft Wied-Neuwied und wurde am 29. Mai 1784 von Kaiser Joseph II. in den erblichen Fürstenstand erhoben.

## Leben
Seine Eltern waren Friedrich Wilhelm zu Wied-Neuwied (1684–1737) und Luise Charlotte von Dohna-Schlobitten (1688–1736), die Tochter von Alexander zu Dohna-Schlobitten (1661–1728) und dessen erster Frau Emilie Luise Gräfin zu Dohna-Carwinden (1661–1724).
Nach dem Studium in Straßburg und Königsberg war er 1737 maßgeblich an der Vermittlung des Wiener Friedens beteiligt, der den Polnischen Erbfolgekrieg beendete. Den ihm bereits 1738 angebotenen Fürstentitel musste er aus finanziellen Gründen ablehnen. Auch sein ausgeprägter „Reichsgrafenstolz“ mag dabei eine Rolle gespielt haben. Im Jahre 1739 heiratete er Karoline von Kirchberg (1720–1795), Gräfin von Sayn-Hachenburg.

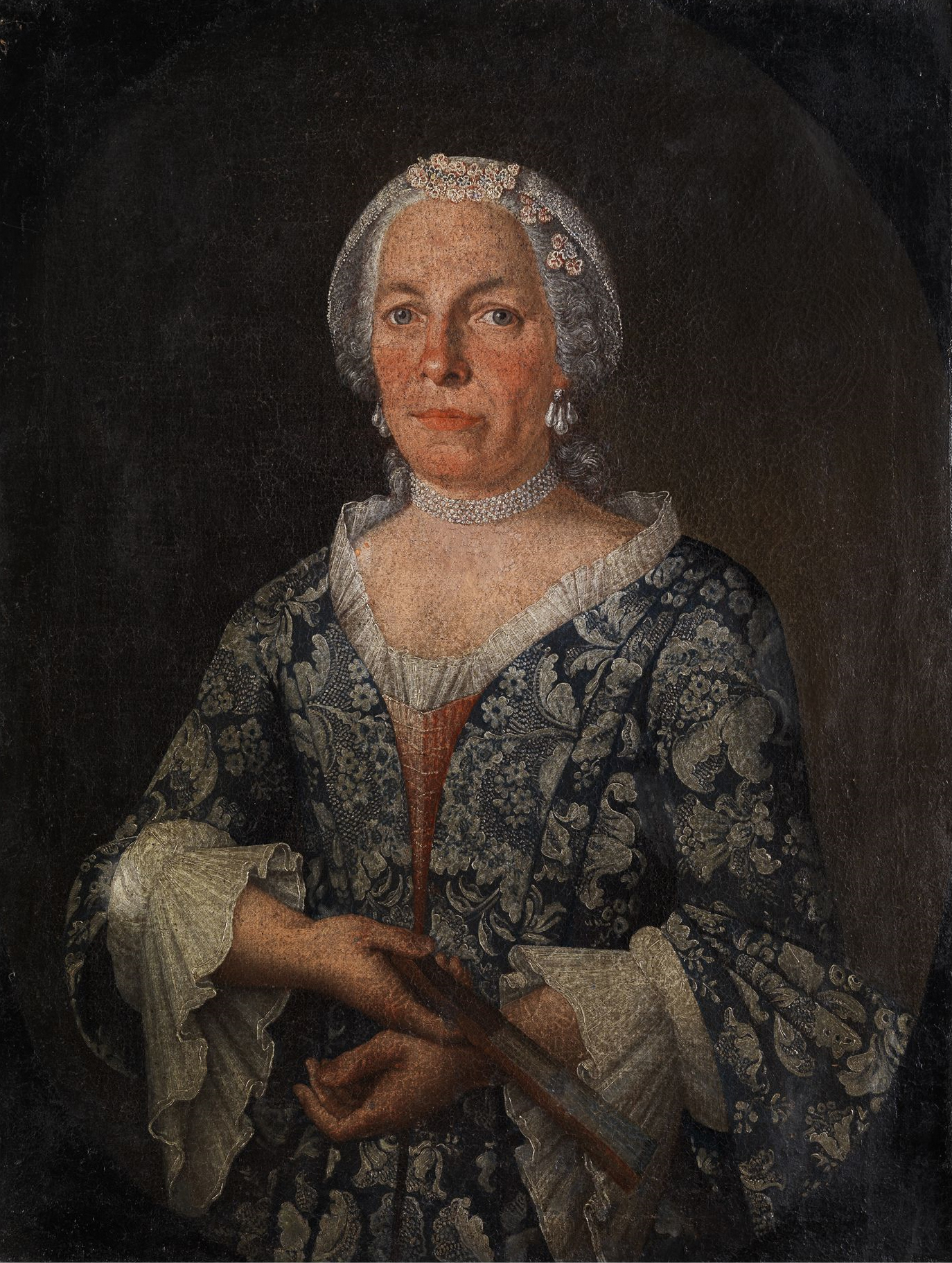
Karoline von Kirchberg, Gräfin von Sayn-Hachenburg, seine Frau

In seiner Regierungszeit bemühte er sich, das kleine Territorium der Grafschaft Wied-Neuwied wirtschaftlich und gesellschaftlich voranzubringen. Er war bemüht, Neubürger für die Stadt Neuwied zu gewinnen, und ermöglichte zu diesem Zweck die Gründung zahlreicher Fabriken und Manufakturen. Er gilt außerdem als Initiator einer Lotterie, bei der man Häuser in der heutigen Deichstadt gewinnen konnte. Sein Regierungshandeln zeichnete sich durch Weltoffenheit  und religiöse Toleranz aus. So gewährte er 1739 den aus dem Fürstentum Pfalz-Zweibrücken vertriebenen Inspirierten Asyl in seiner Residenzstadt Neuwied. 1750 gestattete er zudem die Ansiedlung der Herrnhuter Brüdergemeine. Er förderte den Bau einer Mennoniten-Kirche und einer Synagoge in Neuwied und  setzte insgesamt die von seinem Großvater Friedrich III. begründete tolerante Religionspolitik des Hauses Wied fort. 1756 gründete er in Neuwied eine Freie Akademie zur Vereinigung des Glaubens und weitern Aufnahme der Religion, an der Stiftsprediger Johann Heinrich Oest (1727–1777) oder die Pfarrer Jakob Friedrich Aurand (1731–1759) und Georg Wilhelm Höcker (1688–1772) wirkten, die allerdings bereits Ende 1758 wieder geschlossen wurde. Der Historiker Max Braubach bezeichnete ihn als „einen der besten Vertreter des aufgeklärten Absolutismus im Reich“.
Johann Friedrich Alexander war zudem Vorsitzender des Niederrheinisch-Westfälischen Grafenkollegiums und konnte auf diese Weise Einfluss auf die Reichspolitik nehmen. Im Streit zwischen evangelischen und katholischen Reichsgrafen vermittelte er erfolgreich und erhielt für sein Haus letztendlich den Fürstentitel. Die erforderlichen 15.000 Gulden stammten wohl aus dem Verkauf des Rasselsteiner Eisenhammers an die Familie Remy.

## Familie

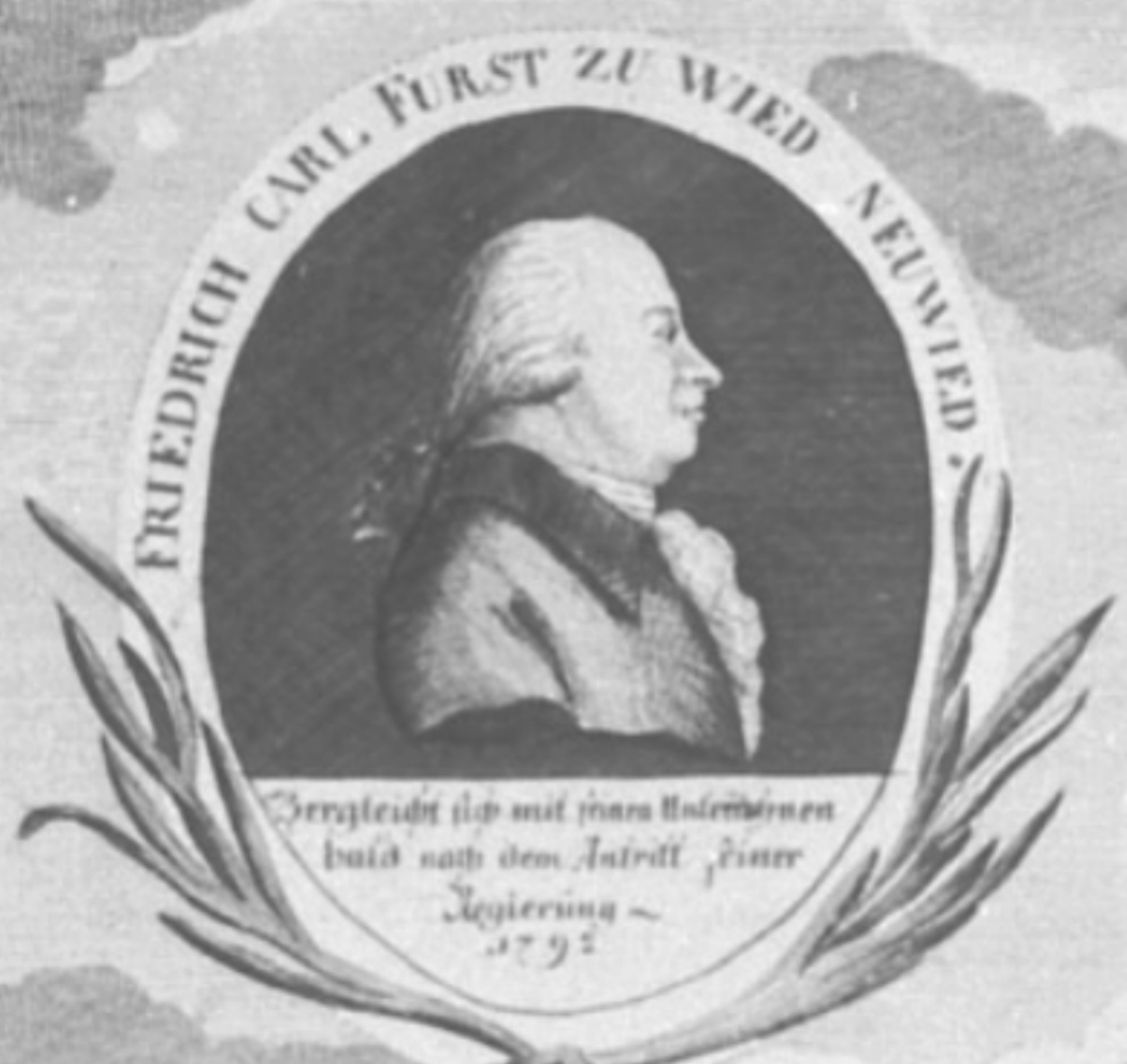
Friedrich Karl zu Wied-Neuwied, sein erstgeborener Sohn

Im Jahre 1739 heiratete er Karoline von Kirchberg (* 19. Oktober 1720; † 19. Januar 1795). Das Paar hatte folgende Kinder:
- Friedrich Karl (* 25. Dezember 1741; † 1. März 1809) ⚭ 1766 Marie Louise Wilhelmine von Sayn-Wittgenstein (1747–1823)
- Alexander August (1747–1750)
- Sophia Karolina (1740–1742)